# Costituzione dell'Unione Sovietica
L'Unione Sovietica fu governata, nel periodo della sua esistenza, da tre versioni della Costituzione, che seguirono la Costituzione sovietica del 1918 che istituì la Repubblica Socialista Federativa Sovietica Russa, lo Stato immediatamente precedente all'Unione delle Repubbliche Socialiste Sovietiche.
Queste costituzioni furono:

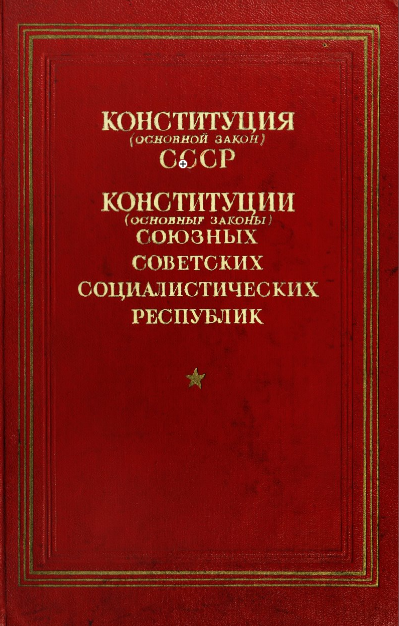
Copertina di un'edizione ufficiale della Costituzione del 1936

- la costituzione sovietica del 1924
- la costituzione sovietica del 1936, o costituzione di Stalin
- la costituzione sovietica del 1977, o costituzione di Brežnev

La teoria politica che stava al di sotto della Costituzione Sovietica differiva dalle politiche delle costituzioni occidentali. Le costituzioni democratiche recano prescrizioni fondamentali: definiscono una serie di relazioni politiche a cui i governi e i cittadini devono sottostare. Diversamente, le costituzioni sovietiche cercarono di descrivere le relazioni e i legami politici già esistenti. Pertanto, quando vi era necessità di cambiamento nei sistemi socioeconomico e politico, il governo adottava una nuova costituzione che si conformasse al nuovo stato della realtà.
In superficie, le quattro costituzioni assomigliavano a diverse costituzioni adottate in Occidente; le differenze tra le costituzioni sovietiche e occidentali, tuttavia, sono molto maggiori delle loro somiglianze. Le costituzioni sovietiche garantivano alcuni diritti civili, come libertà di parola, libertà di assemblea e libertà di religione. Identificavano anche una serie di diritti economici e politici, come anche una gamma di doveri dei cittadini. Ciò nonostante, le costituzioni sovietiche non contenevano disposizioni riguardo ai diritti inalienabili del cittadino, e mancava l'apparato necessario per proteggere i diritti individuali contenuti in molte costituzioni democratiche. In sintesi, la popolazione godeva di diritti politici solo se questi non entravano in conflitto con gli obiettivi del comunismo. Il Partito Comunista dell'Unione Sovietica si riservò da solo l'autorità di determinare ciò che fosse o non fosse negli interessi del comunismo. Infine, le costituzioni sovietiche specificavano la forma e il contenuto dei simboli di Stato, come gli stemmi, la bandiera e l'inno nazionale.
Le quattro costituzioni avevano articoli in comune; questi esprimevano la sovranità teorica della classe operaia e, nelle ultime due, del ruolo di comando del PCUS nel governo e nella società. Tutte le costituzioni confermarono le forme della proprietà sociale; ogni costituzione istituì una serie di soviet o consiglio per l'esercizio dell'autorità governativa.